# Новопавлівське (Новгород-Сіверський район)
Новопавлівське — колишнє село в Україні, Новгород-Сіверському районі Чернігівської області. Підпорядковувалось Будо-Вороб'ївській сільській раді.
Розташовувалося за 6 км на північ від Буди-Вороб'ївської, на висоті 169 м над рівнем моря. Розташовувалося за 1 км від кордону з Росією.
Виникло у 1-й третині 20 століття.
У радянські часи складалося з 2 поздовжніх вулиць довжиною бл.600 м, сполучених між собою поперечною вулицею довжиною бл.400 м. Суцільної забудови не було.
За даними 1988 року населення становило 10 осіб.
8 серпня 1995 року Чернігівська обласна рада зняла село з обліку.
Сьогодні по лініях колишніх вулиць пролягають польові дороги, вздовж прямими лініями ростуть дерева, що добре ідентифікує планування колишнього села.